# Евдошенко, Пётр Иванович

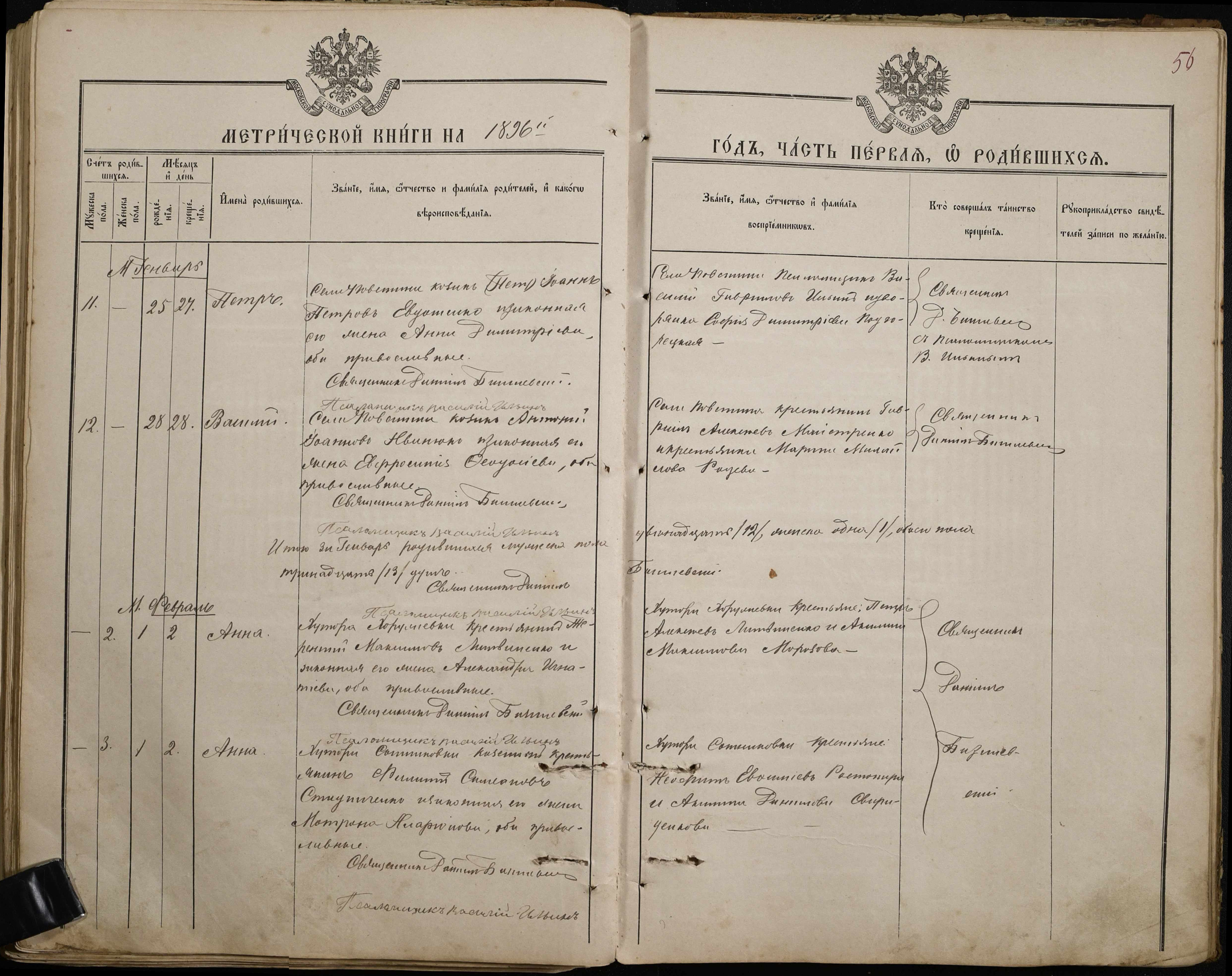
Метрическая книга Михайловской церкви села Повстино, запись о рождении Евдошенко Петра 1896-й год

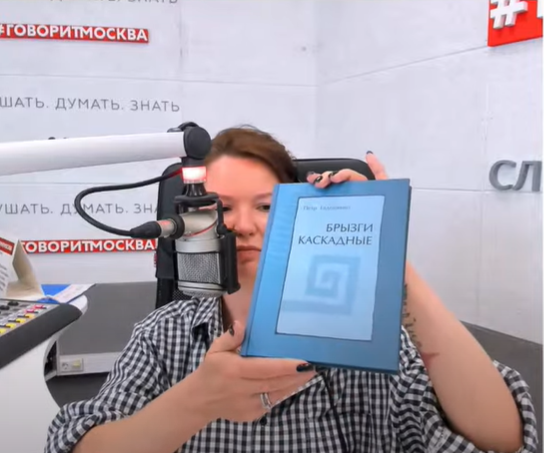
Книга Петра Евдошенко «Брызги каскадные» в эфире радиостанции Говорит Москва

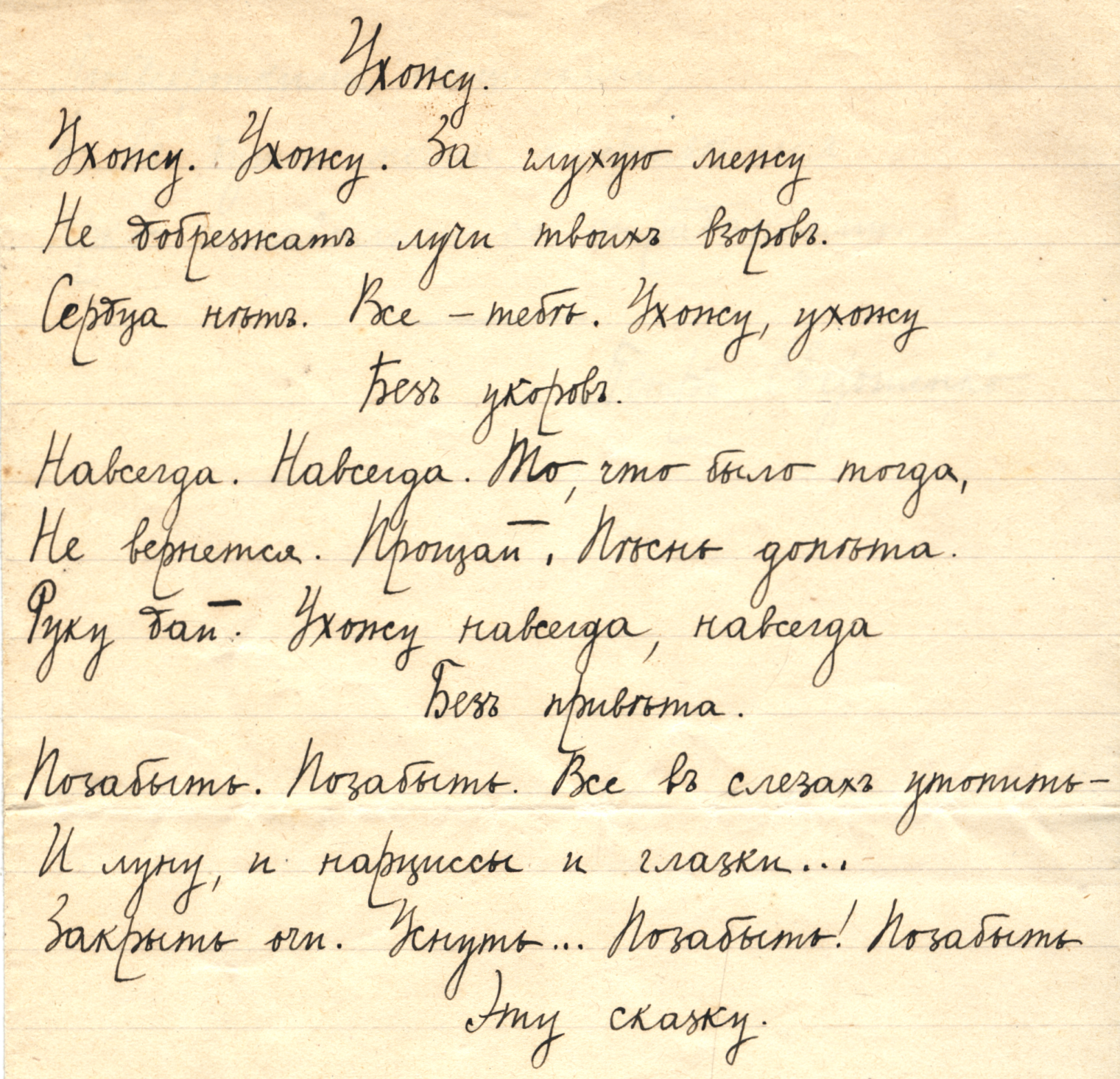
Рукопись стихотворения «Ухожу»

Пётр Иванович Евдо́шенко (25.01.1896 — 1922) — русский поэт Серебряного века. 

## Биография
Родился на Украине в селе Повстино, Пирятинского уезда, Полтавской губернии. Его отец, Евдошенко Иван Петрович, был попечителем (настоятелем) учебных заведений всего уезда. Младшая сестра Петра, Екатерина, также выбрала работу в сфере образования (преподавала русский язык) и позднее получила звание заслуженного учителя. Предок Петра Ивановича, Степан Иванович Евдошенко — предводитель Дворянского собрания, имеет знак за лет гражданской службы. 
Некоторое время Пётр был студентом Харьковского университета. Участвовал в знаменитых «Никитинских субботниках», дружил с Андреем Белым и Игорем Северяниным. В архиве Евдоксии Федоровны Никитиной сохранились рукописи его стихотворений (сейчас хранятся в РГАЛИ).
Умер от туберкулёза, не дожив даже до тридцати лет.

## Творчество
Автор сборника стихов «Брызги каскадные» (1917, Пирятин). Сборник был издан в 1917 году в городе Пирятине Полтавской губернии, экземпляр книги сохранился в Российской национальной библиотеке в Санкт-Петербурге; переиздан в 2007 году в Москве. 
В Российском государственном архиве литературы и искусства в фонде критика, библиографа, историка литературы и председателя Правления кооперативного издательства «Никитинские субботники» Евдоксии Федоровны Никитиной хранится рукопись стихотворений Евдошенко «Реет трепетно...» и «Ухожу».
Аудиокнига «Брызги каскадные» была озвучена народным артистом Российской Федерации Виктором Зозулиным (издатель — фонд Первопечатника Ивана Федорова, 2007)
Стихотворение Петра Ивановича «Причудливые лики» включено в книгу «Невероятный русский».
На стихотворения «Сирень цветёт», «В золотистый день» и «Вдруг» сняты арт-видео (режиссёр Марина Исаева, стихи Петра Евдошенко декламировал народный артист РФ Виктор Зозулин).

### Книги
- Евдошенко П. И. Брызги каскадные: Сборник стихов. — Пирятин: тип. Селецкого и Любинского, 1917. — 42 с.
- Евдошенко П. И. Брызги каскадные: Сборник стихов / редактор С. Лаврентьева. — М.: ООО «Тетру», 2007. — 52 с. — (Серебряный век. Открытые имена). — 3000 экз. — ISBN 5-98396-010-5.
- Евдошенко П. И. Брызги каскадные: аудиокнига / Виктор Зозулин. — М.: фонд Первопечатника Ивана Федорова, 2007. — 3000 экз.[13]

## Наследие
В настоящий момент экземпляры книги "Брызги каскадные" хранятся в:
- Российском доме науки и культуры в Берлине,
- библиотеке Вьёсё в Италии,
- в библиотеках Крыма и Пирятина,
- библиотеках Москвы, в т.ч. библиотеках им. Некрасова, им. А.Толстого,
- Российской национальной библиотеке в Санкт-Петербурге.